# Andrzej Suchcitz
Andrzej Tadeusz Suchcitz  (ur. 31 maja 1959 w Londynie) –  historyk, publicysta, archiwista.

## Życiorys
Urodził się w rodzinie Jana Władysława (1922–2014) i Teresy Marii (1933–2022), córki pułkownika dyplomowanego Tadeusza Skindera.
Po ukończeniu polskiej szkoły średniej Ojców Marianów w Fawley Court, studiował w School of Slavonic and East European Studies (część Uniwersytetu Londyńskiego) specjalizując się w nowoczesnej historii Polski i uzyskał w 1981 stopień magistra. W 2004 uzyskał stopień doktora nauk humanistycznych w Wyższej Szkole Pedagogicznej w Częstochowiena podstawie napisanej pod kierunkiem Tadeusza Dubickiego dysertacji 1 Pułk Ułanów Krechowieckich w ramach Polskich Sił Zbrojnych w latach 1941–1947. W 2018 habilitował się na Uniwersytecie Humanistyczno-Przyrodniczym im. Jana Długosza w Częstochowie, przedstawiwszy osiągnięcie Wywiad II Rzeczypospolitej Polskiej (1918–1945) i jego kontynuacja na emigracji do 1958 r..
W 1983 został zastępcą kierownika archiwum Instytutu Polskiego i Muzeum im. gen. Sikorskiego w Londynie, a od 1989 jego kierownikiem. Pracował również w Studium Polski Podziemnej i był członkiem Rady tej instytucji. Jest członkiem Rady Instytutu Józefa Piłsudskiego oraz członkiem Polskiego Towarzystwa Naukowego na Obczyźnie (od 13 grudnia 2011 członkiem zarządu PTNO, od 2019 prezesem PTNO), a także członkiem i od 1987 sekretarzem Polskiego Towarzystwa Historycznego w Wielkiej Brytanii.
Od 2004 członek Rady Ochrony Pamięci Walk i Męczeństwa.
Jest współpracownikiem komisji do badania dziejów Polskich Władz Centralnych na Uchodźstwie przy Wydziale Historyczno-Filozoficznym Polskiej Akademii Umiejętności, członkiem Rady Dziedzictwa Archiwalnego oraz od 2007 przewodniczącym Rady Polonia Aid Fundation Trust.
Zasiada w komitetach redakcyjnych: Tek Historycznych (od 2001 przewodniczący komitetu), Przeglądu Kawalerii i Broni Pancernej, Niepodległości i Marsa.
Mąż Marii z domu Bobińskiej, wnuczki gen. Zygmunta Podhorskiego.

## Odznaczenia i wyróżnienia
- Krzyż Oficerski Orderu Odrodzenia Polski (2012)[4]
- Krzyż Kawalerski Orderu Odrodzenia Polski (2001)[5]
- Złoty Krzyż Zasługi (1990)[6]
- Srebrny Krzyż Zasługi (1989)[7]
- Medal Stulecia Odzyskanej Niepodległości (2018)[8]
- Złoty Medal Wojska Polskiego
- Medal „Pro Memoria”
- Nagroda im. Juliana Godlewskiego (Lugano, Rapperswil, 1999)

## Publikacje
Autor szeregu artykułów w Zeszytach Historycznych i Niepodległości oraz wydawnictw:
- Barwa Pułku 7 Pancernego – zarys monograficzny (wspólnie z M. Wrońskim). Wydawnictwo Instytutu Tarnogórskiego. Tarnowskie Góry 2002
- Dzieje 1 Pułku Ułanów Krechowieckich 1941–1947 wyd. Veritas Fundation Publication Centra. Londyn 2002 ISBN 0-948202-99-8.
- Józef Piłsudski. Korespondencja 1914 (opracowana  ze Stanisławem Biegańskim);
- Kompania Wrześniowa 1939 w świetle sprawozdań informacyjnych Oddziału II Sztabu NW;
- Napaść sowiecka 1939 (roz. II–IV);
- Generałowie wojny polsko-sowieckiej 1919–1920, Białystok 1992
- Guide to the Archives of the Polish Institute and Sikorski Museum Vol. I (oprac. z W. Milewskim i A. Gorczyckim).
- „Zostanie po nich nikły ślad…” Polskie groby na cmentarzach w Laxton Hall, Fawley Court i Henley-on-Thames (Kraków: Secesja, 2007, ISBN 978-83-925149-0-9; wraz z Karoliną Grodziską)
- Konsulaty RP w Manchesterze 1934–1945 i 2007–2014, 2014, ISBN 0-902508-40-7.
- A Polish Field in Central London, Poles buried in Brompton Cemetery, London 2021.